# Tandem (sèrie de televisió)
Tandem és una sèrie de televisió francesa de detectius de 2016, un drama criminal amb tocs de comèdia dirigit per Christophe Douchand i protagonitzat per Astrid Veillon i Stéphane Blancafort. La sèrie està creada per Jérémie Marcus a partir d'un concepte seu i de Jean-Marc Rudnicki, i produïda per Sébastien Pavard i Gregory de Prittwitz.

## Sinopsi
La Comandant Léa Soler (Astrid Veillon) és transferida a la brigada del Capità Paul Marchal (Stéphane Blancafort), el seu exmarit, i d'alguna manera hauran de formar equip. També es veuran obligats a reunir-se fora de la feina perquè el tàndem té dos adolescents per gestionar, Alice i Thomas.

## Repartiment
- Astrid Veillon com a Comandant Léa Soler
- Stéphane Blancafort com a Capità Paul Marchal
- Piérick Tournier com a Tinent Erwan Lebellec
- Tatiana Gousseff com a Capitana Sabine Mauriac
- François-Dominique Blin com a Dr. Franck Marvaud, forense
- Sarah-Cheyenne Santoni com a Alice Marchal, filla de Léa i Paul i germana de Thomas
- Titouan Laporte com a Thomas Marchal, fill de Léa i Paul i germà d'Alice
- Patrick Descamps com a Coronel Pierre Soler, pare de Léa
- Isabelle Tanakil com a Annie Soler, dona de Pierre i mare de Léa
- Alban Casterman com a Tinent Célestin Morel
- Nelly Lawson com a Tinent Camille Barbier
- Guillemette Barioz com a Capitana Sophie Vannier
- Baya Rehaz com a Tinent Inès Zaïdi

## Producció
Els pilots filmats a Montpeller i la seva regió el desembre de 2015 es van emetre el 29 de març de 2016 a France 3. Després de les audiències, France 3 va ordenar una temporada sencera de deu episodis, que es va començar a rodar de setembre a desembre de 2016 i es va estrenar a la primavera de 2017.
El rodatge de la cinquena temporada va començar tres dies abans del confinament per Covid, i a causa d'aquest es va haver de suspendre; va reprendre's a principis de juny de 2020 i va finalitzar a principis de febrer de 2021. La sisena temporada va començar a produir-se el març de 2021, i es va emetre originalment a Bèlgica i a França entre l'abril i el juny de 2022.
El rodatge de la setena temporada va començar l'1 de juny de 2022, i l'inici de l'emissió dels nous capítols està prevista pel 15 d'abril de 2023.
Tandem també s'ha distribuït a nivell internacional i ha pogut veure's a les pantalles de Bèlgica, Itàlia, Bulgària, Hongria, Estònia, Letònia, Espanya, l'Àfrica i els Estats Units.